# Environnement en Turquie
L'environnement en Turquie est l'environnement (ensemble des éléments - biotiques ou abiotiques - qui entourent un individu ou une espèce et dont certains contribuent directement à subvenir à ses besoins) du pays Turquie, pays d'Europe.
Avec 22,3 millions d'hectares de forêt en 2011, la Turquie possède l'une des plus grandes couvertures forestières d'Europe et bénéficie d'une biodiversité particulièrement riche. En 2008, les zones protégées couvraient plus de 5 % du territoire du pays.
Les pressions exercées par le tourisme (plus de 50 millions de visiteurs en 2019), l’urbanisation, l’industrie et l’agriculture continuent de menacer la biodiversité et les ressources naturelles. L'énergie en Turquie était principalement fournie en 2020 par les combustibles fossiles, contribuant ainsi à l'émission de gaz à effet de serre. En 2022, avec 1 156 vols en moyenne par jour, l’aéroport d'Istanbul est classé premier d’Europe.
La Turquie est exposée à de multiples aléas naturels. Elle est notamment située sur l’une des zones sismiques les plus actives du monde, les tremblements de terre entrainant de nombreuses victimes.

## La biodiversité de la Turquie

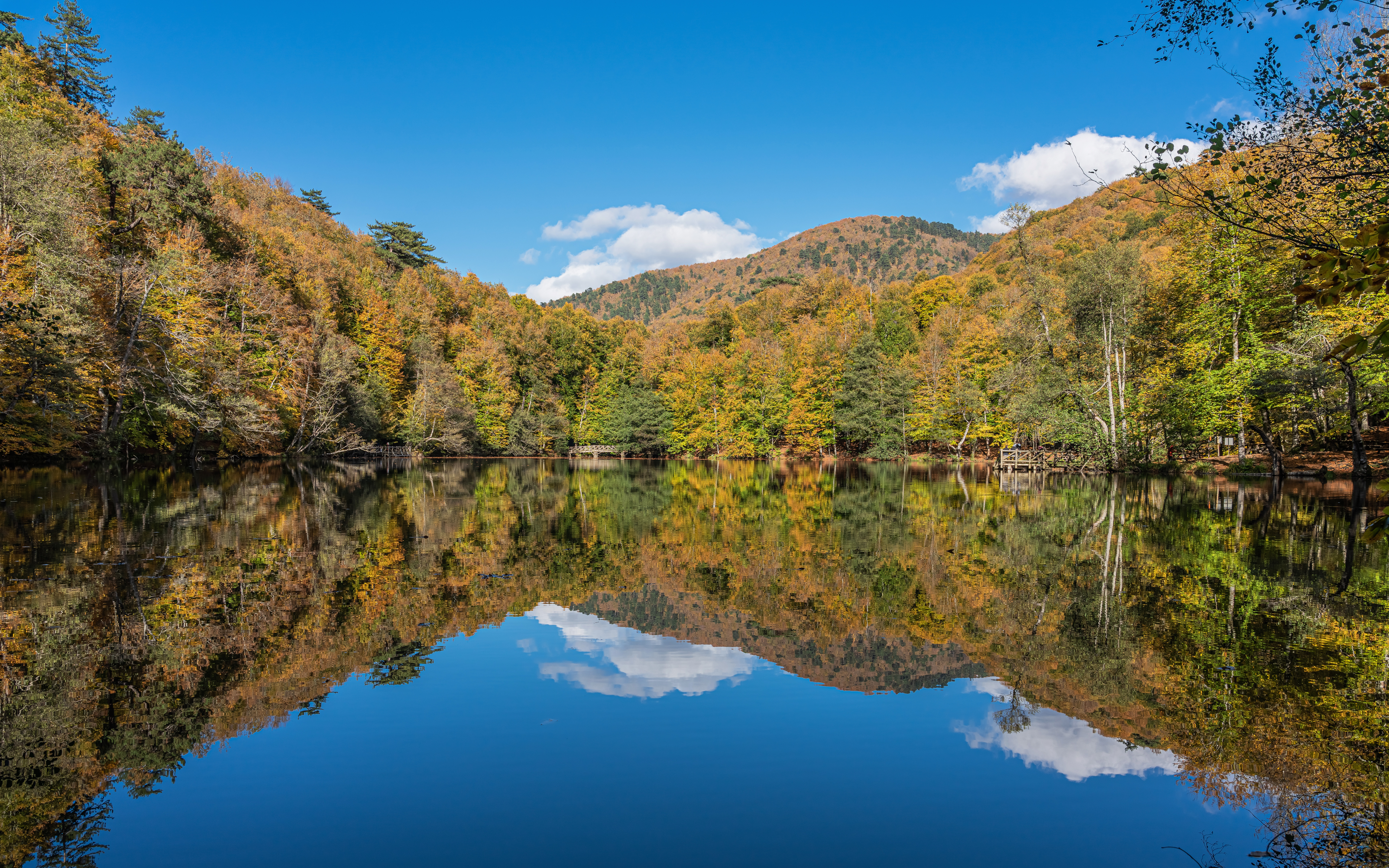
La vallée des 7 lacs dans le Yedigöller Millî Parkı en Turquie. Octobre 2021.

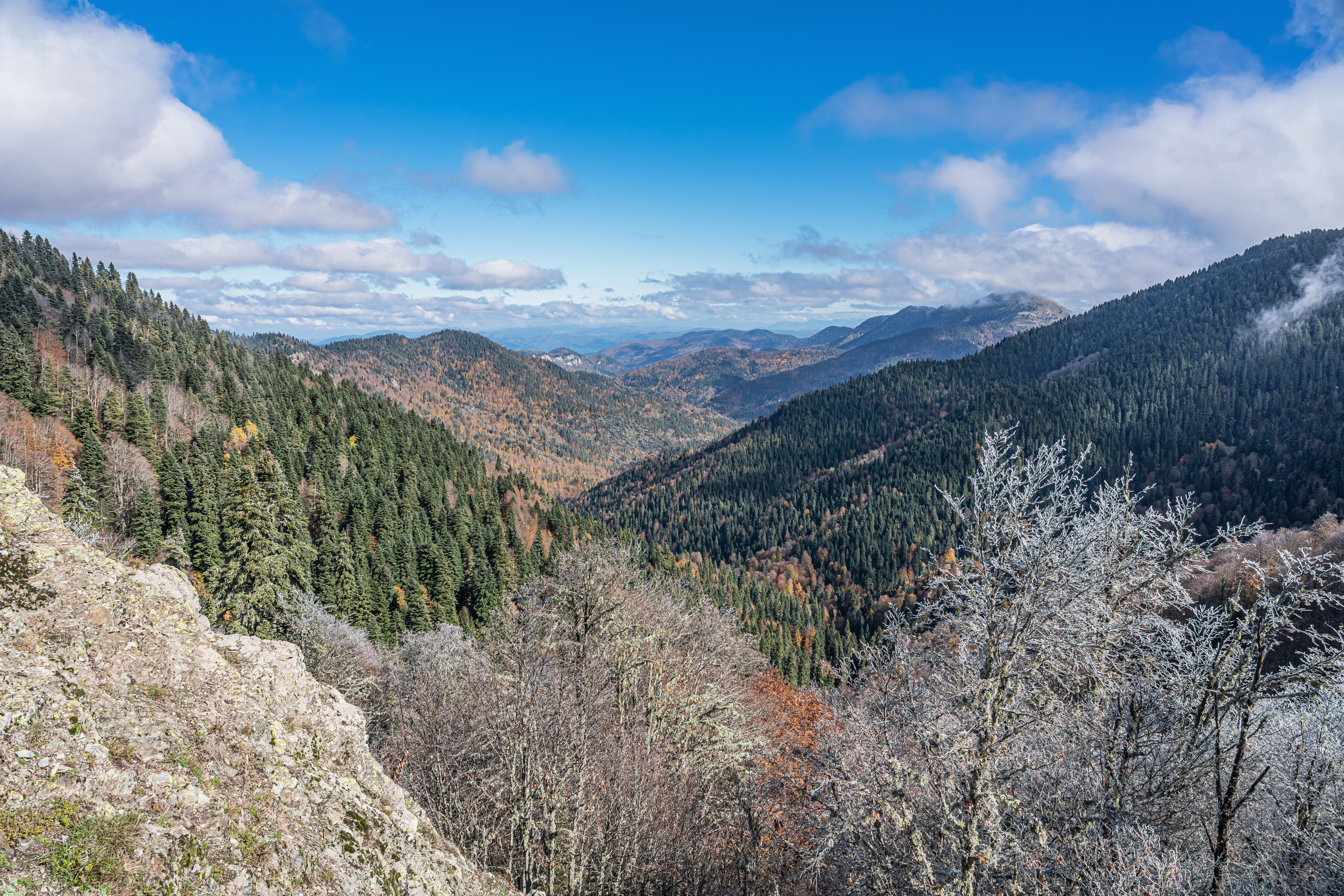
Partie montagneuse du Yedigöller Millî Parkı en Turquie. Octobre 2021.

### Géographie et milieux

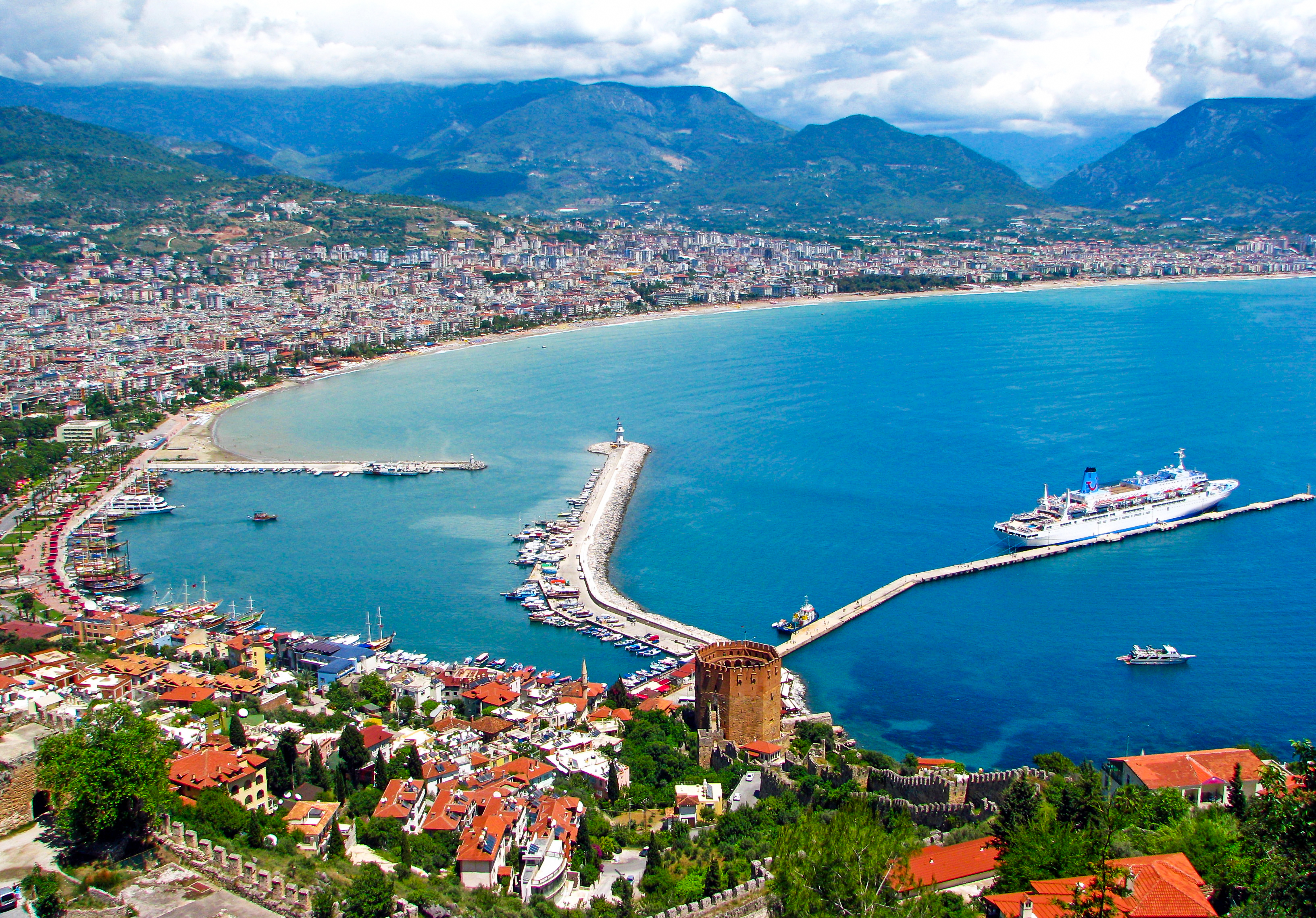
Alanya, mer Méditerranée

Par sa position au nord-est du Bassin méditerranéen, la Turquie appartient, globalement, au domaine climatique méditerranéen : l'hiver est doux, tandis que l'été est chaud et sec. Toutefois, la position périphérique des principaux reliefs introduit de profondes perturbations dans ce schéma. Ainsi toutes les régions intérieures sont-elles marquées par la continentalité : hivers plus froids, total de précipitations plus faible, maximum pluviométrique décalé vers le printemps. Inversement, la région pontique, abordée de plein fouet par des masses d'air humidifiées au-dessus de la mer Noire, reçoit des précipitations abondantes et régulières.
Avec 22,3 millions d'hectares de forêt en 2011, la Turquie possède l'une des plus grandes couvertures forestières d'Europe et bénéficie d'une biodiversité particulièrement riche. Depuis 2011, un projet de long terme de préservation de la forêt alliant coopération technique et prêts à l'appui de politiques a eu des impacts majeurs. La couverture forestière de la Turquie est passée de 27 % à près de 29,4 %, soit une progression de plus d'1 million d'hectares. 
En janvier 2020, le pays compte 14 sites Ramsar (zones humides concernées par la convention de Ramsar), couvrant une superficie de 1 844,87 km2. Certaines zones humides sont alimentées par les glaciers de la montagne volcanique Erciyes ; et abritent des flamants roses.

### Faune et flore

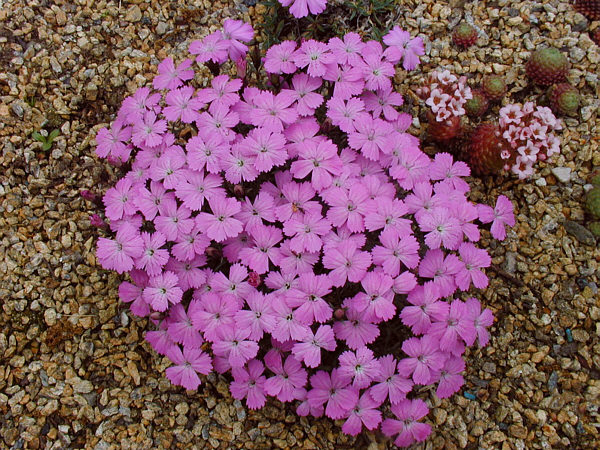
Dianthus brevicaulis, Œillet à tiges courtes

Les espèces sauvages sont assez nombreuses : ours, cerfs, chamois, loutres, renards, lynx, sangliers, loups et quelques rares léopards.
Diverses espèces de serpents (peu de vipères), de lézards et de salamandres vivent en Turquie.
Certaines espèces de la faune aquatique telles que le Phoque moine de Méditerranée, la Caretta caretta (tortue marine) ont leurs abris dans les eaux limpides de la Méditerranée et de l'Egée. Entourée de 4 mers (Mer Noire, Marmara, Egée et Méditerranée), la Turquie bénéficie d'une variété impressionnante de poissons.
Les espèces migratoires survolent l'Anatolie deux fois par an ; grues cendrées, cigognes, multiples rapaces (milan noir, vautours, éperviers et aigles). 
La faune endémique est très importante, avec 184 espèces : poissons, scorpions, araignées, serpents... La flore endémique de Turquie comprend : Allium gunibicum, Dianthus brevicaulis, Lathyrus belinensis, endémique des environs du village de Belin et en danger extrême d'extinction, et Rindera cetineri.

### Espaces protégés
En 2008, les zones protégées couvraient plus de 5 % du territoire du pays.
En 2009, la Turquie possèdait un système étendu de 15 Aires Spécialement Protégées marines. Néanmoins, elles ne couvraient que 2,8 % des territoires marins. 

## Impacts sur les milieux naturels

### Activités humaines
D'après l'OCDE, en 2008, les pressions exercées par le tourisme, l’urbanisation, l’industrie et l’agriculture continuent de menacer la biodiversité et les ressources naturelles.

#### Transports
En 2022, avec 1 156 vols en moyenne par jour, l’aéroport d'Istanbul est classé premier d’Europe.

#### Tourisme

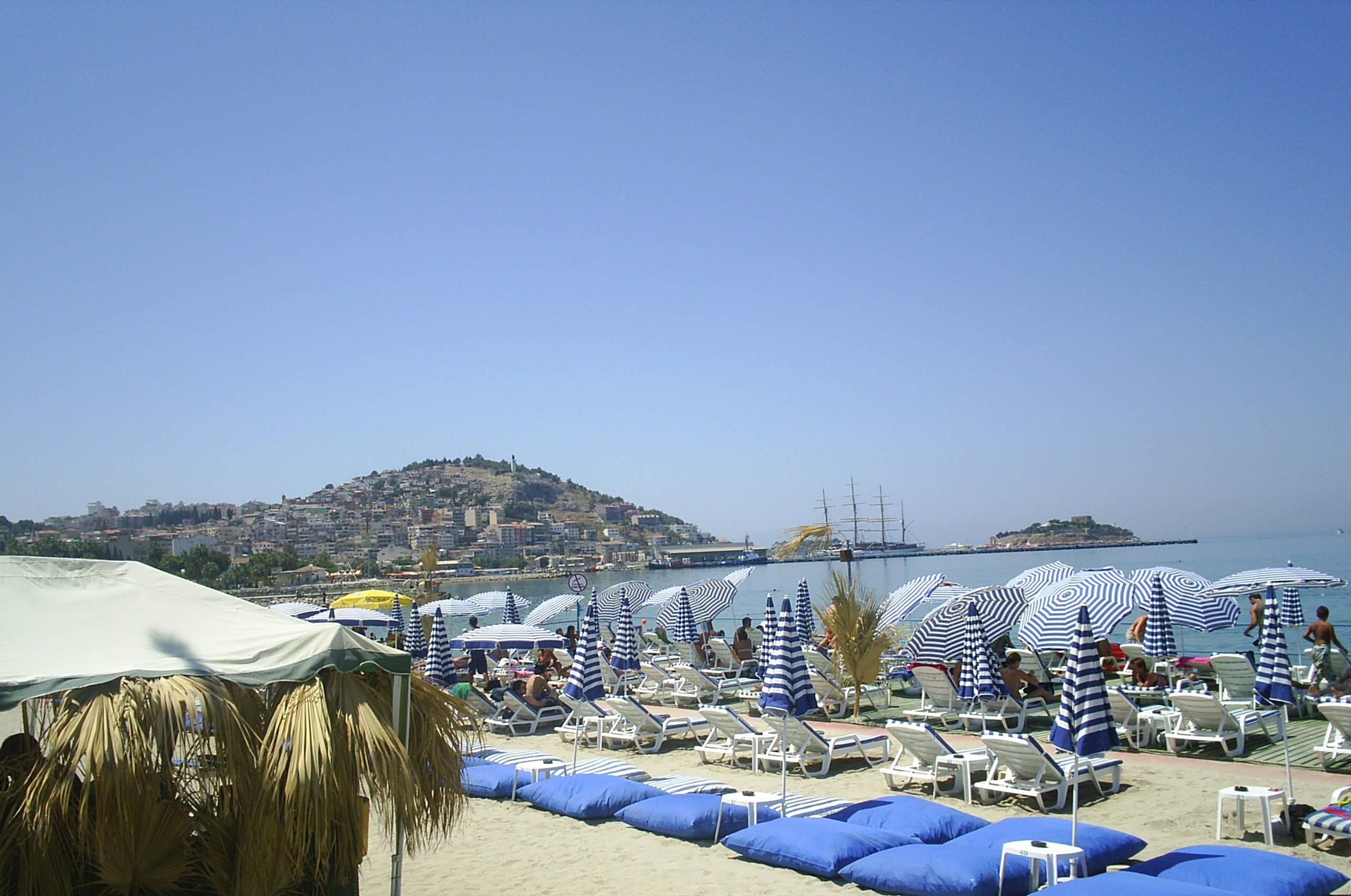
Une plage située à Kuşadası

La Turquie possède une très grande variété de destinations telles que des lieux historiques, des zones archéologiques mais aussi de très nombreuses stations balnéaires le long de la mer Méditerranée et de la mer Égée.
L’attractivité touristique du pays a battu son record de 2019 avec 51,5 millions de visiteurs étrangers au cours de l’année 2022 et 46 milliards de dollars de recettes (43 milliards d’euros).

### Pression sur les ressources non renouvelables
L'énergie en Turquie était principalement fournie en 2020 par les combustibles fossiles : charbon : 27 %, pétrole : 29 %, gaz naturel : 27 %, soit au total 83 % de la consommation d'énergie primaire ; ces combustibles étaient importés à 86 %.
En 2013, la construction d'une soixantaine de centrales à charbon est en cours ou en projet.

### Pollutions

#### La pollution de l'air
Si la Turquie avait préalablement pris des mesures pour réduire la pollution des centrales à charbon et des véhicules à moteur, en 2008, la circulation routière, qui avait chuté en 2000-2001, a brutalement augmenté, provoquant une forte pollution de l’air dans certains centres urbains.

#### La pollution de l'eau et des sols
Een 2008, environ  53 % de la totalité des eaux usées d’origine industrielle, dont une bonne part contient des métaux toxiques,  comme le mercure, le plomb, le chrome et le zinc, continuent d’être rejetés dans les cours d’eau et les eaux côtières, sans avoir subi de traitement préalable.
La Cilicie présente une moyenne de 31,3 kilogrammes de déchets plastiques par kilomètre de littoral, ce qui constitue la densité de déchets la plus importante du littoral méditerranéen. La majorité du plastique présent dans la mer Méditerranée est la conséquence d’un mauvais traitement des déchets, y compris des détritus non collectés et des plastiques jetés dans des décharges illégales. 
En 2021, une mousse visqueuse envahit pendant plusieurs semaines les côtes du nord-ouest de la Turquie sous l'effet combiné de la pollution et du réchauffement climatique. Ce phénomène représente un danger pour l'écosystème en bloquant la lumière du soleil et en privant la flore et la faune sous-marines d'oxygène.

#### La gestion des déchets
En 2008, La Turquie produisait moins d’émissions et de déchets nocifs par habitant que la plupart des pays de l’OCDE.

### Impacts de l'urbanisation

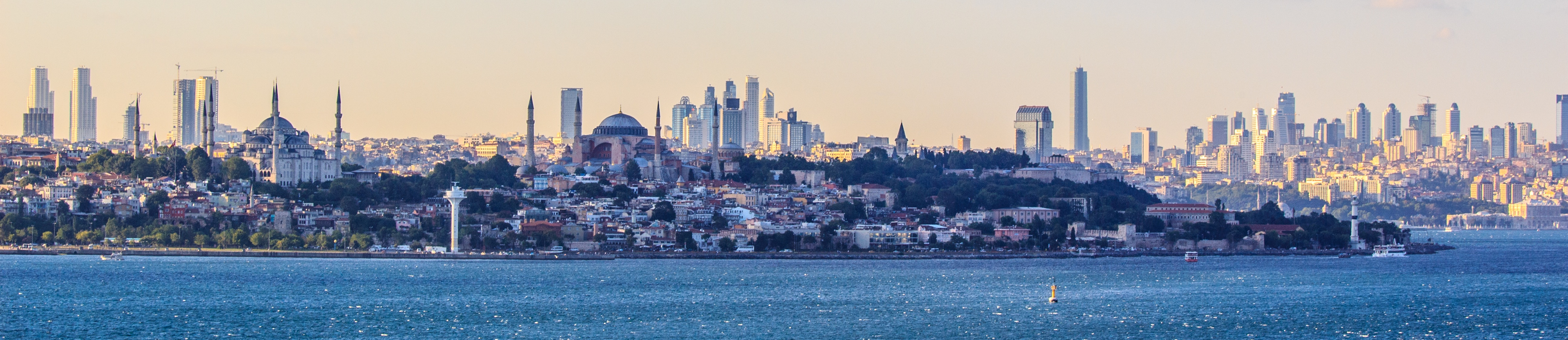
Vue panoramique d'Istanbul, vue du Bosphore. De gauche à droite Mosquée bleue, Sainte-Sophie, Palais de Topkapı, et quartier d'affaires de Levent.

La construction de l'aéroport d'Istanbul, dans une zone naturelle au nord-ouest d’Istanbul, avait été très critiquée. Il a fallu arracher 13 millions d’arbres, tandis que 55 ouvriers ont trouvé la mort sur le chantier.

## L'exposition aux risques
La Turquie est exposée à de multiples aléas naturels : séismes, inondations et intempéries, tempêtes, incendies, glissements de terrain...

### Séismes

Carte des séismes en Turquie entre 1900 et 2023

La Turquie est située sur l’une des zones sismiques les plus actives du monde.
- Durant l'antiquité, la ville d'Antioche a connu plusieurs séismes majeurs, deux d'entre eux ayant causé la mort de plus de 250 000 personnes : Séisme du 13 décembre 115, Séisme de mai 526
- Le séisme de 1939 à Erzincan fit plus de 20 000 morts, et atteignit une magnitude de 8,2.
- Le séisme du 17 août 1999 à Izmit avait causé la mort de 17 000 personnes.
- En octobre 2020, un tremblement de terre de magnitude 7 en mer Egée avait fait 114 morts et plus de 1 000 blessés en Turquie.
- Le 6 février 2023, à 4h17, le Séisme de 2023 en Turquie et Syrie est le pire désastre naturel dans la région en un siècle. D'une magnitude de 7,8, il a fait trembler la terre sur une vaste région de la frontière sud et de la Syrie. Le bilan provisoire était de plus de 39 100 morts, et au moins 82 956 blessés. 2 834 immeubles se sont effondrés, ce qui laisse redouter des bilans encore plus lourds[3]. La mauvaise qualité des bâtiments et la corruption ont joué un rôle majeur dans le bilan humain[9].

### Incendies
Plus de 2 600 incendies se sont déclarés en moyenne chaque année au cours des années 2010 en Turquie, un nombre qui tend progressivement à augmenter.

### Intempéries
Les intempéries peuvent perturber les transports. Par exemple, le 6 février 2022, les intempéries qui frappent cette région montagneuse paralysent les principaux aéroports autour de Diyarbakir et Malatya, où il continue de neiger très fortement.

## Politique environnementale en Turquie

### Associations écologistes
Les associations écologistes turques se mobilisent en 2013 contre la « loi de conservation de la nature et de la biodiversité » qui rendra possible des projets industriels ou d'urbanisation dans les espaces naturels s'ils répondent à un « intérêt public supérieur ». Une notion floue qui « ouvre la porte à toutes les dérives », selon les associations.
En 2013, la construction d'une soixantaine de centrales à charbon est en cours ou en projet. Selon Greenpeace, le gouvernement « ne laisse que très peu de place aux projets d'énergie renouvelable » et les émissions de gaz à effet de serre sont en augmentation.

### Évaluation environnementale globale
En 2008, d'après d'OCDE, « L'infrastructure environnementale de la Turquie est peu développée et la récente phase d'expansion économique a posé des problèmes dans divers domaines comme la qualité de l'eau et de l'air, ainsi que de la gestion des déchets, de l'érosion des sols et de la protection des ressources naturelles ».